# The Howard Stern Show
The Howard Stern Show è una trasmissione radiofonica statunitense condotta da Howard Stern. Ha guadagnato grande popolarità durante gli anni novanta quando è stata trasmessa in tutta la nazione dal 1986 al 2005. Il programma è stato un'esclusiva di Sirius XM Radio, un servizio di radio satellitare a pagamento, dal 2006. Fra gli altri membri importanti dello staff si possono citare Robin Quivers, lo scrittore Fred Norris, ed il produttore Gary Dell'Abate. Il programma è iniziato nel 1979 ed è trasmesso su circa sessanta mercati fra gli Stati Uniti d'America ed il Canada, arrivando ad un pubblico di circa venti milioni di ascoltatori al suo apice. Dal 1984 al 2001 è stato il programma radiofonico più seguito nello Stato di New York. Dal 2004 la trasmissione viene anche filmata per essere trasmessa in televisione, ed è stata trasmessa da E! dal 1994 al 2005, mentre dal 2006 è visibile su abbonamento via cavo.